# ウキコドライバーズスクール甘木
ウキコドライバーズスクール甘木（ウキコドライバーズスクールあまぎ）は、福岡県朝倉市にある株式会社ウキコが運営していた福岡県公安委員会指定自動車教習所である。旧・甘木高等自動車学校。2012年4月1日に株式会社甘木自動車学校へ移管。校名も甘木自動車学校に改称した。

## 免許
自動車教習所で取得できる全ての第一種運転免許
- 大型自動車
- 中型自動車
- 普通自動車
- 大型特殊自動車
- 牽引
- 大型自動二輪車
- 普通自動二輪車

## 教習車種
普通車
- マツダ・アクセラ

自動二輪車
- ホンダ・CB750
- ホンダ・CB400
- ホンダ・シルバーウイング400
- ホンダ・CB125
- ホンダ・スペイシー125

## 周辺
- 車検センターウキコ
- 原田乳業
- オーケー食品工業

## かつての姉妹校
- 博多の森ドライビングスクール - 現・アイルモータースクール博多の森